# 天地劫序傳：幽城幻劍錄
《天地劫序傳：幽城幻劍錄》是由漢堂國際資訊遊戲公司於2001年發行的，《天地劫系列》的角色扮演游戏。

## 遊戲系統

### 戰鬥系統

#### 模式
- 陣行

隊伍的區域分為前後列，四乘二共八格，可以將角色隨意部署在區域內，敵陣則隨機。
- 戰鬥流程

敵我雙方的行動流程皆是獨立進行，非完全回合制的半即時戰鬥系統。
積存基本行動力⇒指令出現與執行指令⇒積存續近階段的行動力⇒於瞬間使出絕學⇒積存迴氣階段的行動力⇒積存基本行動力⇒……
- 武器種類與限制

| 武器種類 | 範圍     | 限制                                                                                          |
| -------- | -------- | --------------------------------------------------------------------------------------------- |
| 短刀     | 單格     | 前列有敵人時，無法直接攻擊後列，須清空前列                                                    |
| 長劍     | 單格     | 前列有敵人時，無法直接攻擊後列，須清空前列                                                    |
| 槍       | 前後兩格 | 前列有敵人時，無法直接攻擊後列，須清空前列 前後列兩格皆有敵人時，後列受到的攻擊為前列的再減半 |
| 索帶     | 橫排四格 | 前列有敵人時，無法直接攻擊後列，須清空前列                                                    |
| 弓箭     | 單格     | 無，可自由選擇前後列                                                                          |
| 宿玉     | 單格     | 無，可自由選擇前後列                                                                          |

#### 指令
- 攻擊

| 狀況 | 說明                     |
| ---- | ------------------------ |
| 擊中 | 攻擊如預期擊中目標。     |
| 漏失 | 攻擊者無法造成任何傷害。 |
| 防禦 | 攻擊者造成的傷害減半。   |
| 極意 | 攻擊者造成的傷害倍增。   |

- 法寶

道具在使用瞬間便可達到效果，不需要蓄勁與迴氣。
- 絕學

消耗分為兩種，紅色勾玉符號代表消耗體力，藍色玉環代表消耗術力，數字便是所需的數值。
絕學分為兩種，絕技為各角色獨有的特殊攻擊方式，咒法是遊戲中最強力的攻擊手段與方便的各式輔助。
- 防禦

在一段時間內增加一倍防禦力，但對咒法攻擊則無效。
- 諸態

每個角色的詳細資料，以及特殊狀態顯示。
- 退卻

一人逃脫成功便可全隊脫離戰鬥，對多名角色下達指令可提升逃脫的機率，但在面對敵方頭目大型戰鬥或決戰是無法逃脫的。
- 輪替

按滑鼠右鍵可跳過目前角色的戰鬥指令選單，並保留行動機會，然後開啟下一個行動力積存已滿的角色戰鬥指令選單。

### 五內系統
在遊戲世界中魂魄是由迅、烈、神、魔、魂五種成分所組成，當角色位階提升一級時，會得到三點蘊魂並可存積，而各項魂力的上限值為一百點，絕技咒法的習得以及法術抗性皆與其有莫大關連。

### 煉化系統
只有休息時才可以使用煉化指令，商店買不到的高級物件與劇情的關鍵道具皆由此出。

### 召喚系統
- 鎮龍之玉

其外刻有縛御龍屬神咒的蟠龍玉球，於龍駒島收伏黑龍解臾後，在大地圖上使用後便可乘龍飛行，不過落地時要注意是否有障礙或人煙。
- 獸魂石

除了白獸魂石須經過劇情才能喚醒以外，其餘得經過煉化才會轉為裝備，並將飾品更換成獸魂石，該名角色才有機會發動咒法，但無法使用咒法的冰璃與古倫德兩人則無法發動只能裝備。
於戰鬥中使用相同屬性的咒法，將可增加發動獸魂石的機率，不過角色累積機率各自計算。
- 種類與介紹

| 顏 色 | 獸形原名 | 咒法名稱 |
| ----- | -------- | -------- |
| 赤    | 炎獸封豨 | 封炎滅陣 |
| 紫    | 雷獸昂昻 | 紫電絕號 |
| 朱    | 光獸靈鼩 | 天護靈燁 |
| 白    | 冰獸冱跂 | 冰魄晶壁 |
| 黑    | 闇獸冥獨 | 冥殺獄陣 |

## 遊戲劇情

### 前世因果
雙使誕生
一切要從在太初盤古開闢無方渾沌後開始說起，女媧和伏羲以分享三界為條件邀羅睺協助創世，後闢明靄、定土、化荒三界，但大功告成之後，女媧因忌諱羅睺族蝕之力遂與伏羲聯手與羅睺展開創世之戰，最後羅睺不敵便與其眷族敗退回幽垠，並等待雪仇良機。而女媧以七色彩石塑成強固的天幕，企圖永封羅睺與其族以創世後殘留的幽垠中，但卻因九渾天動儀而未果，而羅睺則忌憚女媧的監視，於是暗中造了日月雙使，以便於明界建造另一座九渾天動儀用來破壞天幕。
未竟遺命
羅睺手下日月雙使抵達明界，來到樓蘭勸其王建造天動儀，並數次打敗來犯的漢軍。最後在宰相庫札私通外敵的情況下漢軍一度攻入樓蘭，於是祭使佈下封幽死界欲將城周五里內的人畜坑殺，以期順利完成降曜之儀，劍使不忍之下便在佈咒後通知衛士將人撤離，卻得知神將相胤化身的漢使已乘隙潛入，被趕到的祭劍兩使將之打敗，豈知祭使卻被其詐降奸計暗算並重傷，祭使在臨死前將天動儀重要結構拆解並分封為七塊，以便來生再次開啟，並囑咐劍使遺命後死去，神將遁走，而劍使選擇沉睡以等待其轉生，而樓蘭王城則被一分為二，移匿至無人能及的異界。

### 現世宿命
河州鎮
幫高老丈送雞湯時聽聞病況不佳，詢問李大夫後得知缺少藥材，但其分身乏術無法離開，於是夏侯儀便決定去蘭州城買藥，在取得同意與告別後踏上旅程。
蘭州
到了蘭州城門口卻被擋，軟語一番之後進城，但不巧的是其所需的藥材正缺，於是一早完事的夏侯儀便在荒涼的城內閒逛，並聽聞西夏鐵衞軍於蘭州稍事整補時，統領所持的密捲被竊，於是下令封城搜捕的消息。於林家廢屋遇見西夏軍正滿城搜捕的女賊封鈴笙，調笑的聲響被兵士發現並當成共犯，在衝突中其中一位兵士為了逞威劃傷了夏侯儀，當下令其盈魂覺醒唸起引焚聚焰的咒言來，那名兵士隨即為其所焚，鐵衞隊長喝令剩下的兵士拿下兩人於是進入戰鬥。在兩名鐵衞戰敗後，餘下的隊長脫逃至外通風報信，出於無奈下互稱姐弟的兩人只得暫結為伴，一路從暗巷殺出，於城北躲進一輛載滿油糧輜重的馬車後出城。
迦夏之窟
下車與守衛戰鬥後，由於西夏軍守住入口，便決定往窟內查探以另尋他途。來到最深處，只見在一片螢藍光池中盤坐著一位白髮雪膚如同象牙細雕般、狀似沉睡了百年的少女，兩人並未驚擾轉而分頭找尋出路，但卻只發現兩個台座，此時打算來個甕中捉鱉的赫蘭鐵罕領軍而入，並於對峙間出手偷襲夏侯儀，想不到兩人身後的白髮少女在此時突然出手相助，還對其言語關心，旁邊的兵士眼看有機可乘又舉槍便刺，封玲笙此時拋出一柄短劍，而少女在接住後回身格檔，出現在手中的卻是一把奇異的冰劍，赫蘭鐵罕不以為意而進入戰鬥。戰後三人放任赫蘭鐵罕離去，夏侯儀與白髮少女交談卻發現其記憶全失，於是為報其出手相助之恩決定結伴同行之餘，也知曉了少女其名“冰璃”。
涼州
前往涼州歇腳，並聽封鈴笙解說緣由，其後引來神闕宮四婢，得知宮主齋女於驛站被劫與各派雲集等事。隔宿出客棧遇神武觀觀主，聽聞其愛女也失蹤的消息，在涼州城內四處查訪，於城門旁的角落發現繡有“北辰懸照，璇璣天映”字樣的巧繡香包，從一旁的文士口中得知璇璣的消息、打聽商隊行旅詳細的方向、以及商隊首領的樣貌特徵等情報，之後一行人往西北方追去。但出城後四周盡是一望無際的沙漠，正不知從何追尋起商隊蹤跡時，一位被沙漠盜賊追殺的商人出現並向夏侯儀求援，戰後從賊身搜出一封密令，內容關於齋女被擄以及滅口等事並屬名“依倫哲羅”，後來照著由商人提供的地圖來到商隊紮營的確切地點。
北山綠州
- 冰璃路線

繞過守衛後直接往主帳而去，卻在帳外被璇璣攔阻下來，之後因她的任性吵嚷引來守衛於是進入戰鬥。
- 慕容璇璣路線

在繞過守衛後進入主帳前，進入一旁看似無人帳篷中商量對策時，冰璃查覺有人於是便發現了慕容璇璣，在一番交談後夏侯儀將香包交還，之後由於璇璣的任性吵嚷引來守衛於是進入戰鬥，在戰後要求夏侯儀將其稱由“慕容姑娘”換成“璇妹”。
入主帳對戰後，阿爾泰巴卻因受過堡主恩惠而抵死不洩其秘，於是封鈴笙在下追蹤法咒後讓其離去，但封鈴笙卻在出帳後收到蒼鷹朔方傳信，暫時不能同行，剩下三人回涼州，一入城便發生慕容母女相會事件，於客棧休息後，跟隨以法言放出的紙鳶前進。
磐沙堡
追蹤之法被破後紙鳶自焚消失，往旁探查遇璇璣的小師叔楊雲佐，從樹下秘門進入下水道來到地下倉庫，豈料門戶嚴謹到令眾人沒有機會進入，只得取訊號煙火到門口燃放，等磐沙眾聞訊開門後闖入。
來到地下牢房向牢內的男子詢問情報，談論聲將一旁的看守驚醒於是進入戰鬥，之後這位名為古倫德的男子加入隊伍。用升降機來到藏書室發現一名倒在桌上的老者，正是古倫德的老師葛梅爾。之後上練武場被埋伏已久的磐沙眾偷襲後進入戰鬥，然後回一樓經登頂秘道至頂樓後進入大殿，迎接眾人的是早已等候多時的堡主與阿爾泰巴等人，原本一言不合卻在見到冰璃後態度大改，只稍放水試探眾人後便放人出堡，卻正好遇上正圍聚於堡前爭吵不休的中原五大派群豪與神闕宮等人。
眼見一幫無名小輩毫髮無傷的步出磐沙堡並將齋女送回，不但讓想入堡劫掠的周朱兩名掌門算盤落空又顏面大損，於是將主角一行人打傷想擄人逼供，剛好封鈴笙與其兩位師兄趕到，打斷了冰璃的釋劍之儀並救下眾人，其中周掌門不甘於是偷使淬骨神針暗算夏侯儀洩恨，隨之而來劇痛使夏侯儀陷入昏迷。
鐵衛軍石塔
高昌古城
尼雅
龍駒島
羅布泊
甘陀寺
在進入沙洲城後發生日蝕並遇彌蘭納巴，其後聽聞城門邊兩位婦人談論神鏡之事，再與方老爹交談知曉其由來與下落，夜裡進入月牙泉調查，於泉邊發現一個昏迷的道士後進入戰鬥。次日上午於客棧，道士轉醒後除了將所知之事全盤托出之外，也將神鏡之事托附給夏侯儀等人並同意借用神鏡。於甘陀寺門外便感應到幽煌，趕往出事的五層塔，在闖過塔內亂界之後來到塔頂，在觸摸金屬碎片後進入戰鬥。找圓智大師取得五方遁符並再探月牙泉，遁移到泉底的冰窟，將寒氣來源的三顆冰晶毀壞後，來到被冰柱拱立的神鏡前，幻鏡朧妖對眾人使出千懼鏡像進入戰鬥，連續四戰之後鏡妖認輸，並送眾人回到泉畔。
回到沙州客棧向王道長回報，然後王道長於鏡上佈下太淵陣法使朧妖無法再為害，並沉睡到此鏡毀壞為止。
莫高窟
回甘州城恆古坊，老闆在聽聞鬧鬼後便沒了興趣，但還是如實吐出了所有關於盜墓賊呼延崇的消息與住處。來到沙洲城西方的山邊，一處被盜空的古墓中，向鼻青臉腫的呼延崇提出清理盤踞在他獨門生意之地的妖魔作為交換來知曉地點。進入鳴沙山側的莫高窟，往大佛塔右上角的佛窟，經由密道來到藏經室並穿過一旁的大洞後來到奇異的房間，碰觸金屬斷片後進入戰鬥。但以往只要取走斷片後即會消失的黑藍幽火卻依然存在，在冰璃解說後，眾人經由此道穿過明幽雙界的界隙來到樓蘭地下的儲藏室，轉動房中雙手握持的把手與一旁的石製方桿後，由於外出的石門無法打開，只有再穿幽火返回。
剩下的碎片則分別從河州鎮夏侯儀老家地窖、磐沙堡頂層大廳與盜墓賊呼延崇住處的地窖取得。
重鑄刻盤

## 人物介紹

### 主角
- 夏侯儀

羅睺祭使霍雍一半魂魄千年後的轉世，因生時不祥被認為是邪異之子而被棄於荒野，後來為現居河州鎮的養父母從興慶返家途中所拾，之後撫養長大。
金髮碧眼、外表俊朗，是個好奇心重、善良耿直、果斷堅毅的年輕人，雖涉世未深，卻足智多謀。而頭上的額飾是為了遮掩祭使印記。
- 冰璃

羅睺神製作出來的人偶，為雙使中的劍使。素髮如瀑，雪膚紅眸，俏顏冰若，翩姿悄靜，手持幻劍煌熇其形，其劍術凌厲無比，長侍不離祭使左右。
背負著千年前未盡的使命，對霍雍深摯的情愫，讓失憶的她在面對霍雍轉生後，面貌性情大變的夏侯儀依然無條件信任，也令她在回想起遺命後左右為難……
- 封鈴笙

十七年前父母在一場橫禍中雙亡，念再故友之情上，五歲的封鈴笙被收為門徒，也成為天遙派唯一的女弟子。
是位智勇雙全的女英雌，但面對感情卻是個痴心專一的傻女人，跟隨皇甫申的蹤跡獨赴西域，也是神魔至尊傳中，女主角封寒月的母親。
- 慕容璇璣

神武觀觀主慕容箏之獨生女，天生慧詰嬌俏，心思聰慧機伶，於北山綠洲初遇時便對夏侯儀一見鍾情，但兩人迥異的命運卻注定無法有結果。
- 古倫德

擁有一身精湛槍技，表面上是個粗曠豪氣莽漢，其實有著尊貴的出身與教養，為了完成父親與老師的遺志而與夏侯儀等人結伴尋找樓蘭幻城。

### 配角
- 霍雍

羅睺神製作出來的人偶，雙使中的祭使。
集智慧與果覺的他，來到樓蘭後即成為樓蘭王尊崇恭敬的國師。
- 皇甫申

羅睺祭使的荒魂轉世，雖然從小就被天遙派掌門雷禁收養，但因為闇星之命的關係，在長期不平等待遇與束縛下，終究使他放棄了本來的善性，轉投魔道之路。
是神魔至尊傳中，女主角封寒月的父親。
- 陽寰、陰歙

為羅睺神初次創造的使者，是霍雍與冰璃的兄姐。因羅睺神的一時失察，外型與其族過於相近，以至於不能派往明世執行使命，於是羅睺神命兩人守衛不可能會被闖入的天動儀。
- 羅睺神

在此作中為創世三神之一，幽垠至高的存在，主宰日蝕與月蝕的天之蛇神，在初始之戰失去肉身後，只能以玄日蓮臺緩緩積蓄星曜之力，才得以短暫現化。也是創造祭使霍雍、劍使冰璃的造物主，並握有兩人的魂晶。
- 高皇君

因為不滿大師兄應奉仁跟外人聯手殺害殷千煬夫婦，憤而離開天玄門，但仍遭到周崇朱浩的追殺。
- 葛雲衣

神闕宮宮主，第十三代齋女。以繼魂轉生傳承千年記憶的她雖然只是個八歲的小女孩，卻是人世中少數知道整個事件來龍去脈的人，但她卻選擇了讓夏侯儀自己決定未來的自然之道。
- 青蘿、白苑、朱繯、紫蘊

神闕宮的朱紫青白四婢，負責保護年紀尚小的齋女葛雲衣。
- 秦惟剛

天遙派大弟子，個性就如其名般的剛正直烈，不善於言詞和表達感情的他對師妹封鈴笙十分頃心，甚至狠下心排擠師弟皇甫申，但終究難獲芳心。
- 常逸風

天遙派二弟子，由於入門較晚，所以雖然年紀比秦惟剛要大，但還是得屈居第二輩分。
個性較為隨和且玩世不恭，與秦惟剛是強烈的對比。
- 高老丈

夏侯儀養父長年在外經商，近似代父職的他不但教導夏侯儀讀書識字與諸多見識之外，還傳授其武藝，感情極親，在因風寒牽動舊傷臥病在床後，夏侯儀經常照料與關心。
據說在退隱前是位威震四方的俠客。
- 葛梅爾

來自巴伐利亞的赫圖茲家族，以恢復家族聲譽為使命，為了尋找與樓蘭有關的神秘力量與古倫德浪跡西域大漠。
師徒兩人在旅行途中被磐沙眾偷襲，皇甫申以古倫德的性命要挾他翻譯古文書，在一個月日夜不休的鑽研下心力交瘁，豈料在見到貌似記載上的劍使後，一時過於興奮引動心悸後驟逝。
- 王成甫

終南山全真教的道士，諸幻神鏡原為其教的玄青觀所收藏，能幻化顯實、映現本源，使惑目虛像煙消雲散，豈知在一次為同道驅妖時，被妖異逃脫，之後日死一人，在第八日時觀裡遭偷，丟失了寶鏡，之後就再也沒有傳出意外，而命案的罪魁禍首也昭然若揭。之後奉其師之命，暗中追索神鏡下落才輾轉來到沙州城。
- 鄲陰

號稱活了四百八十歲，當年害人無數，最後遭三大派圍剿而死的邪派大宗師鄲陰。本是有道術士，因醉心於延命長生之術而走入邪道，甚至以人屍肢體試驗屍魔之法，這才遭到各派義憤追剿，與其交手過的各派高手攝於其屍魔之法，私下給予冥皇的稱號。
此時的鄲陰，還只是個沒甚麼名氣，醉心於創命之術的屍魔術士，其實本性不壞，會傷人命純粹只是為了研究。
- 相桓子

清修得道的散仙，不過玩心頗重，因被黑龍解臾霸佔了龍駒島，所以在甘州城的古董店見到持有鎮龍之玉的夏侯儀，於是請主角等人到島上幫他驅除不速之客。
- 相胤

天界的三品神將，負責監視來到人間的羅睺雙使，是個盡忠職守的天界觀察使，慕容璇璣的小師叔楊雲佐也是為其所扮。
- 彌蘭納巴

位於喜馬拉雅山時輪官的喇嘛之首，與神闕宮同為負責守護世界平衡的教派之一。思想上頑固守舊，一心想除掉羅睺雙使。
- 慕容箏

前神武觀觀主慕容修的獨生千金，承繼亡夫的觀主之位，個性急躁魯莽，行事有欠思慮，五大派中出名的莽大娘，慕容璇璣的母親，對同為獨女的璇璣極為疼愛寵護。
- 黑龍解臾

有著千年以上的修行能夠化為人形的黑龍，因霸占龍駒島而被夏侯儀收為坐騎。後來在登上羅睺城時因為不敢與羅睺神為敵，在自毀魂魄與修行後不知所終。
- 赫蘭鐵罕

西夏鐵衛軍統領，兼任殿前護衛將軍，因爭戰有功而被西夏王命其鎮守肅州，表面狀似恭順忠心，其實為人貪歛橫暴、野心不小，其統御之兵也驕橫狂妄、魚肉百姓。
- 周崇

此時已為紫雲派掌門，劍術造訨極高，可惜心邪道偏，為人奸詐狡猾、貪得無厭，是個喜歡仗勢欺人，巧取橫奪的壞胚子，與朱浩是一丘之貉。
- 朱浩

此時已為崆峒派掌門，咒術修為不低，遇事膽小無能只會挑撥教唆、狐假虎威，是個色慾薰心的爛人。

## 資料來源
- 幽寰天書
- 玄曜真錄
- 寰神譜
- 遊戲內容

## 評價
天地劫系列中最受好評的作品，曾獲2002年遊戲之星GAMESTAR「最佳腳本」、「最佳動畫」兩項大獎。
遊戲難度不低，只要在遊戲初期忽略一個事件就注定達不到完美結局。游戏中有较多謎题，不参考攻略很难破解。於是造成當年攻略本比遊戲還熱賣的詭異情況。

## 外部連結
- 《日新》-- 紫蘇的軌跡--》〉秘聞 〉幽城幻劍錄 （页面存档备份，存于）